# Polyura nepenthes
Espèce
Polyura nepenthes est une espèce de lépidoptères (papillons) de la famille des Nymphalidae et de la sous-famille des Charaxinae. 

## Dénomination
Polyura nepenthes a été décrit par Henley Grose-Smith en 1883, sous le nom initial de Charaxes nepenthes.
Synonyme : Eulepis nepenthes ; Rothschild & Jordan, 1898.

### Nom vernaculaire
Polyura nepenthes se nomme Shan Nawab en anglais.

### Sous-espèces
- Polyura nepenthes nepenthes ; présent en Chine, en Thaïlande, au Laos et au Vietnam[2].
- Polyura nepenthes kiangsiensis (Rousseau-Decelle) [1].

## Description
Polyura nepenthes est un papillon, aux ailes antérieures à bord externe concave et aux ailes postérieures avec chacune deux fines queues. Le corps est marron.
Le dessus est blanc crème. Les ailes antérieures ont leur bord costal bordé de marron et leur bord externe très largement bordé de marron avec une ligne submarginale de petits points blancs et une ligne de chevrons blancs. Les ailes postérieures sont blanc crème avec une ligne submarginale de petits points marron doublée d'une ligne de chevrons marron.
Le revers est blanc avec des bandes moutarde et les mêmes points et chevrons que sur le dessus, tous de couleur marron.

## Biologie
Polyura nepenthes vole en trois à quatre générations entre avril et octobre.

### Plantes hôtes
Les plantes hôtes de sa chenille sont des Leguminosae. Ont été identifiées Ventilago leiocarpa et Abarema lucida à Hong Kong.

## Écologie et distribution
Polyura nepenthes est présent en Chine, à Taïwan, à Hong Kong, en Birmanie, en Thaïlande, au Laos, au Cambodge et au Vietnam,,.

### Protection
Pas de statut de protection particulier.